# Pellorneum fuscocapillus
Pellorneum fuscocapillus é uma espécie de ave da família Pellorneidae.
Pode ser encontrada nos seguintes países: Índia e Sri Lanka.